# Tomáš Špidlík
Tomáš Špidlík, češki rimskokatoliški jezuit, duhovnik in kardinal, * 17. december 1919, Boskovice, Češkoslovaška (danes Češka), † 16. april 2010, Rim.

## Življenjepis
24. september 1942 je podal zaobljube pri jezuitih in 22. avgusta 1949 je prejel duhovniško posvečenje. 21. oktobra 2003 je bil povzdignjen v kardinala in imenovan za kardinal-diakona S. Agata de' Goti.